# Benjamin Hollingsworth
Benjamin Allen Nicolas Hollingsworth (nacido el 7 de septiembre de 1984) es un actor canadiense. Quizás sea más conocido por su papel en la serie de televisión de CBS Code Black (2015-2018).

## Primeros años
Hollingsworth nació en Brockville, Ontario. asistió a la escuela secundaria St. Peter en Peterborough.
A la edad de 14 años decidió convertirse en actor porque quería recaudar fondos para un refugio local para personas sin hogar en su ciudad natal de Peterborough para ayudar a las personas sin hogar. Se matriculó en la Escuela Nacional de Teatro de Canadá, donde se graduó en 2006.
Después de graduarse, comenzó su carrera como actor con la serie documental Mayday - Alarm im Cockpit. A esto le siguieron otros papeles invitados en series como Heartland - Paradise for Horses y Degrassi: The Next Generation. Protagonizó Love and Ice 3 como Jason Bright en el 2008. 
En 2009 consiguió su primer papel protagónico en la serie de televisión The Beautiful Life. Sin embargo, la serie se suspendió después de dos episodios transmitidos por The CW. En los años siguientes participó en los largometrajes The Joneses - Too Perfect To Be True y Greg's Diary 2 - Got Problems?.
También consiguió un papel secundario en la primera temporada de Suits, en la que interpretó el papel de Kyle Durant. Esto fue seguido por apariciones especiales en CSI: Miami y Once Upon a Time - Once Upon a Time…
En 2013 estuvo en The CW - TV Series Cult como Peter Gray fue visto. Sin embargo, la serie fue cancelada después de la primera temporada. Hollingsworth ha aparecido en varios programas de televisión, sobre todo en Suits como el rival de Mike Ross, Kyle Durant.
El 3 de marzo de 2015 Hollingsworth se sumó al reparto para dar vida Mario, un nuevo residente de emergencias, Code Black es un drama médico por encima de la media, con argumentos teatrales adecuados.

## Vida personal
Hollingsworth se casó con la diseñadora de lencería y profesora de Bar Method, Nila Myers, el 10 de noviembre de 2012, después de dos años de citas. La pareja tiene dos hijos, nacidos en 2016 y 2018 y una hija nacida en octubre de 2020.
Hollingsworth estuvo en una relación con la también actriz canadiense Nina Dobrev de 2006 a 2009. Anteriormente fueron compañeros de cuarto antes de salir.

## Filmografía
| Año          | Título                              | Actor             | Serie                                                                                             |
| ------------ | ----------------------------------- | ----------------- | ------------------------------------------------------------------------------------------------- |
| 2003         | The Music Man                       | Honey Moon Couple | Television film                                                                                   |
| 2007         | Mayday                              | Julien Lacaille   | Season 4 Episode 1                                                                                |
| 2007         | Trapped                             | Roy Hartley       | Season 1 Episode 1                                                                                |
| 2007         | Lovebites                           | Justin            | Season 2                                                                                          |
| 2008         | Heartland                           | Sam               | Season 1 Episode 8                                                                                |
| 2008         | Degrassi: The Next Generation       | Devon             | Season 7 Episode 11                                                                               |
| 2008         | The Cutting Edge: Chasing the Dream | Jason Bright      | Television film                                                                                   |
| 2009         | The Line                            | Evan              | Season 2 Episodes 2–4                                                                             |
| 2009         | The Beautiful Life                  | Chris Andrews     | Season 1 Episodes 1–5 Series regular                                                              |
| 2009         | The Joneses                         | Mick Jones        | Film                                                                                              |
| 2010         | A Flesh Offering                    | Ben Ratner        | Film                                                                                              |
| 2011         | Diary of a Wimpy Kid: Rodrick Rules | Claudio           | Film                                                                                              |
| 2011         | Suits                               | Kyle Durant       | Season 1 Episodes 7+11 Recurring                                                                  |
| 2011         | CSI: Miami                          | Jason Huntsman    | Season 10 Episode 7                                                                               |
| 2011         | Divine: The Series                  | Father Andrew     | Season 1 Episodes 3,4+6                                                                           |
| 2012         | Once Upon a Time                    | Quinn             | Season 2 Episode 7                                                                                |
| 2013         | Cult                                | Peter Grey        | Season 1 Episodes 2,3,5,7–10 Recurring Role                                                       |
| 2013         | Coming Home for Christmas           | Mike              | Direct-to-video film                                                                              |
| 2013         | The Tomorrow People                 | Agent Troy        | Season 1 Episodes 8+10 Recurring Role (2013–14)                                                   |
| 2014         | Lucky in Love                       | Jonah             | Television film                                                                                   |
| 2014         | Signed, Sealed, Delivered           | Charlie           | Episode: "Pilot"                                                                                  |
| 2014         | Joy Ride 3: Roadkill                | Mickey Cole       | Direct-to-video film                                                                              |
| 2015         | A Wish Come True                    | Dave Landry       | Television film                                                                                   |
| 2015         | Motive                              | Geoff Armstrong   | Episode: "Oblivion"                                                                               |
| 2015         | Backstrom                           | ADA Stevens Kines | Season 1 Episodes 9+10                                                                            |
| 2015         | Vendetta                            | Joel Gainer       | Television film                                                                                   |
| 2015–2018    | Code Black                          | Mario Savetti     | Main role Nominated–Golden Maple Award for Best Actor in a TV Series Broadcast in the U.S. (2016) |
| 2017         | Can't Buy My Love                   | Jeff Alexander    | Television film                                                                                   |
| 2019         | Cold Pursuit                        | Dexter            | film                                                                                              |
| 2019-present | Virgin River                        | Dan Brady         | Recurring role (Season 1) Main role (Season 2-)                                                   |
| 2019         | A Godwink Christmas: Meant for Love | Jack              | Hallmark movie                                                                                    |
| 2019         | Rabid                               | Brad              | Film                                                                                              |
| 2020         | Love Under the Olive Tree           | Jake Brandini     | Hallmark movie                                                                                    |